# Armando Bó (sceneggiatore)
Armando Bó Jr. (Buenos Aires, 9 dicembre 1978) è un regista cinematografico, sceneggiatore e montatore argentino.

## Biografia
Nato a Buenos Aires nel 1978, Armando Bo è nipote del regista Armando Bó e figlio dell'attore Víctor Bó. Suo cugino è lo sceneggiatore Nicolás Giacobone, con il quale ha collaborato quattro volte. È sposato con Luciana Marti.

## Carriera
Armando Bo inizia la sua carriera nel 2010 scrivendo insieme a suo cugino Nicolás Giacobone e ad Alejandro González Iñárritu la sceneggiatura di Biutiful, film diretto da quest'ultimo. Biutiful è stato presentato in concorso al Festival di Cannes 2010, dove Javier Bardem ha vinto il Prix d'interprétation masculine, e ha ottenuto due nomination agli Oscar 2011: miglior film straniero ad Iñárritu (in rappresentanza del Messico) e miglior attore protagonista a Bardem. Bo, Giacobone e Iñárritu hanno inoltre ottenuto una nomination ai Premi Goya 2011 per la miglior sceneggiatura originale.
Due anni dopo Bo fa il suo esordio da regista con El último Elvis, scritto insieme al cugino Giacobone.
Nel 2014 collabora nuovamente con suo cugino e con Alejandro González Iñárritu per la sceneggiatura del nuovo film di quest'ultimo, Birdman, presentato in concorso alla 71ª edizione della Mostra del Cinema di Venezia. Alla sceneggiatura ha collaborato anche lo statunitense Alexander Dinelaris Jr. Il film ottiene un ottimo successo di critica, e a inizio 2015 Armando Bo vince insieme ai suoi tre collaboratori sia il Golden Globe alla miglior sceneggiatura che il Premio Oscar alla migliore sceneggiatura originale.
Nel 2016 dirige il cortometraggio thriller Lifeline, scrivendo la sceneggiatura insieme a Lucas Bucci e Mariana Levy.

## Filmografia

### Regista e sceneggiatore
- El último Elvis (2012)
- Lifeline (2016) - cortometraggio
- Animal (2018)

### Solo sceneggiatore
- Biutiful (2010), regia di Alejandro González Iñárritu
- Birdman o (L'imprevedibile virtù dell'ignoranza) (2014), regia di Alejandro González Iñárritu

### Produttore
- El último Elvis (2012), regia di Armando Bo

### Montatore
- El último Elvis (2012), regia di Armando Bo

## Premi e riconoscimenti
Premio Oscar 
- 2015 - Migliore sceneggiatura originale per Birdman

 Golden Globe 
- 2015 - Migliore sceneggiatura per Birdman

 Premio BAFTA 
- 2015 - Nomination miglior sceneggiatura originale per Birdman

 Premio Goya 
- 2011 - Nomination migliore sceneggiatura originale per Biutiful